# John Chrisostom Kwon Hyok-ju
John Chrisostom Kwon Hyok-ju (kor. 권혁주, * 5. September 1957 in Uisong-kun, Südkorea) ist ein südkoreanischer Geistlicher und römisch-katholischer Bischof von Andong.

## Leben
John Chrisostom Kwon Hyok-ju empfing am 26. Januar 1983 das Sakrament der Priesterweihe.
Am 16. Oktober 2001 ernannte ihn Papst Johannes Paul II. zum Bischof von Andong. Der emeritierte Erzbischof von Seoul, Stephen Kardinal Kim Sou-hwan, spendete ihm am 4. Dezember desselben Jahres die Bischofsweihe; Mitkonsekratoren waren der Erzbischof von Daegu, Paul Ri Moun-hi, und der emeritierte Bischof von Andong, René Marie Albert Dupont MEP.